# Dartz

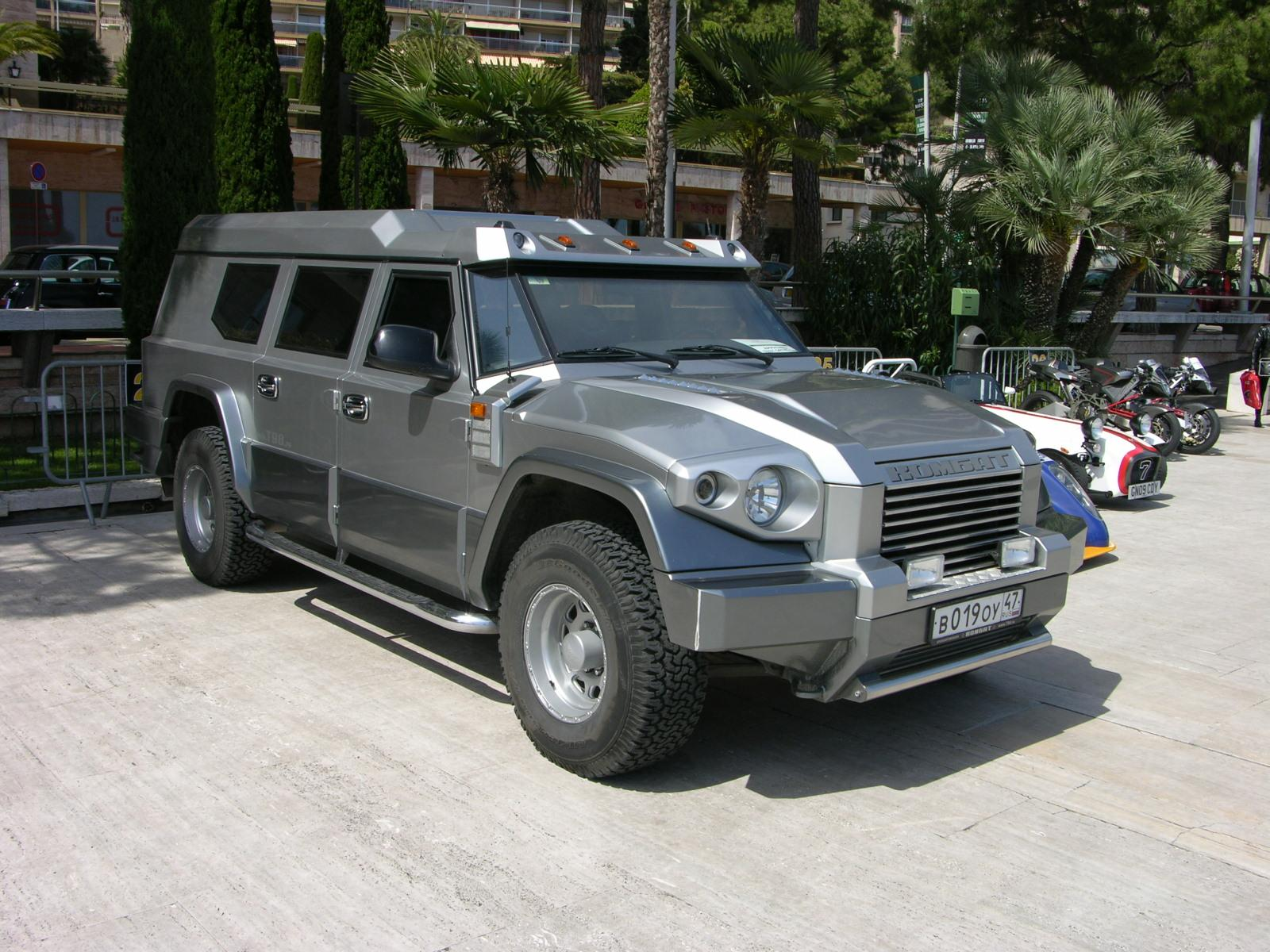
Dartz Kombat

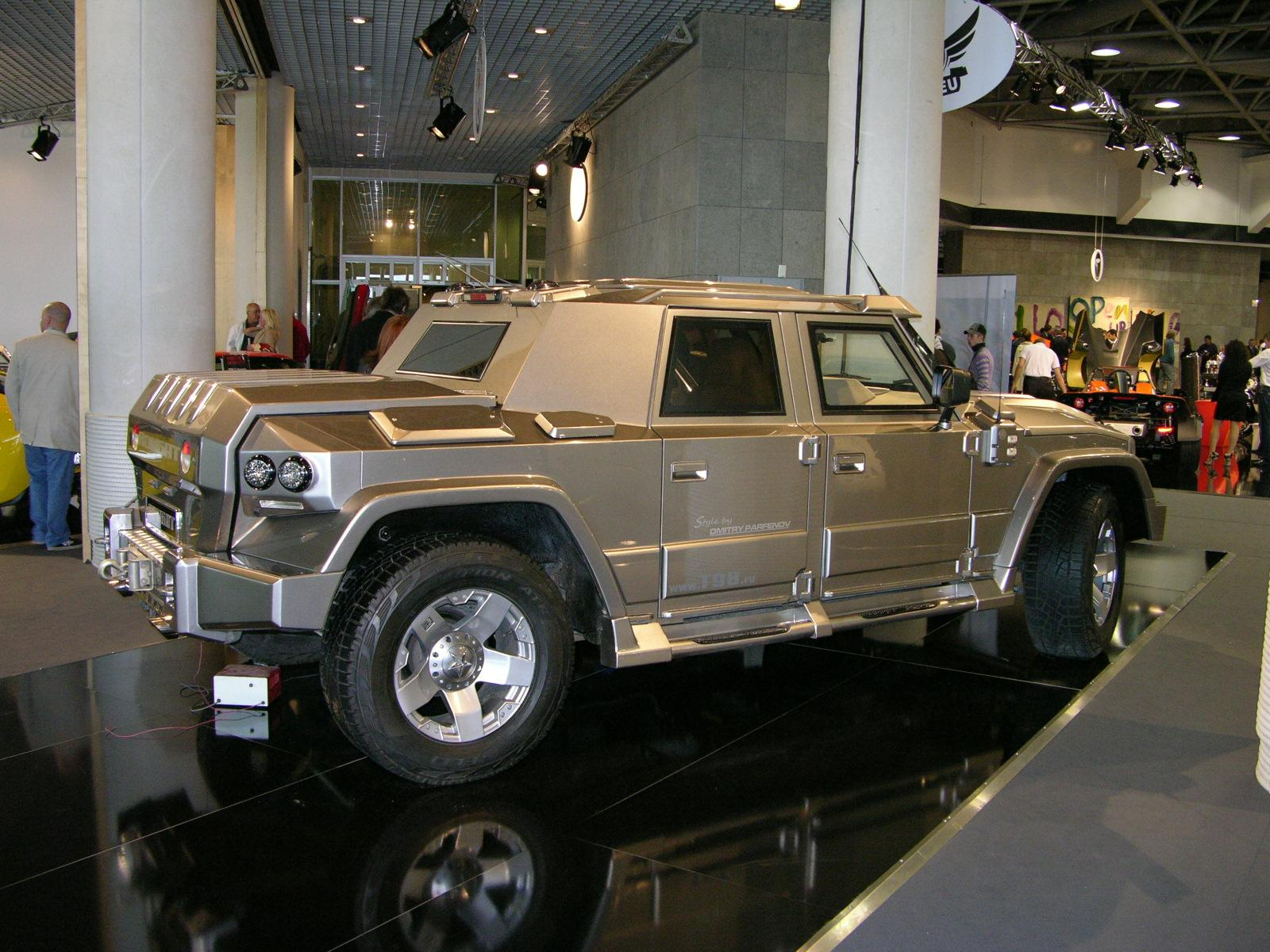
Dartz Prombron

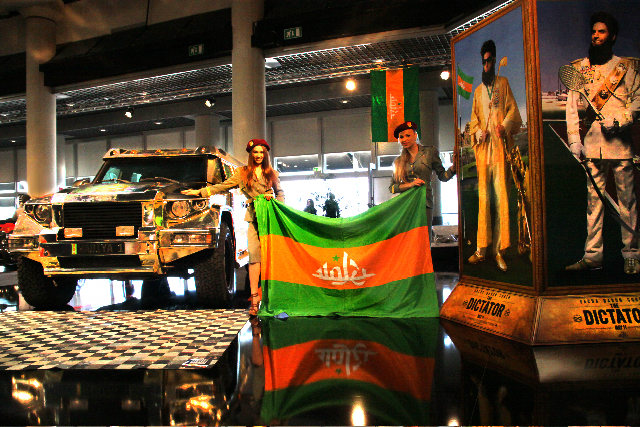
Dartz Kombat wykorzystany w filmie Dyktator

Dartz Motorz – łotewski producent opancerzonych pełnowymiarowych SUV-ów oraz elektrycznych mikrosamochodów siedzibą w Rydze działający od 2008 roku. Należy do estońskiego przedsiębiorstwa Dartz Grupa OÜ.

## Historia
W 2008 roku łotewski przedsiębiorca Leonard Jankielowicz wraz z zespołem estońskiego Dartz Grupa zdecydował się wdrożyć pomysł reaktywacji dawnej rosyjskiej firmy Russo-Bałt działającej na przełomie XIX i XX wieku na terenie dzisiejszej Łotwy. Przyjmując nazwę Dartz Motorz, za siedzibę obrano dawne zakłady produkcyjne Russo-Bałt w hangarze na terenie łotewskiej stolicy, Rygi, a profil działalności ukierunkowano w stronę bycia niewielką manufakturą. 
Krótko po powstaniu, Dartz nawiązało współpracę z rosyjskim przedsiębiorstwem Avtokad słynącym z produkcji opancerzonego SUV-a Kombat. Pierwszą konstrukcją Dartz została własna, zmodyfikowana odmiana Kombata, która zadebiutowała w 2009 roku i otrzymała szereg modyfikacji wizualnych obejmujących zarówno wygląd nadwozia, jak i wystrój kabiny pasażerskiej.
Z początkiem drugiej dekady XXI wieku Dartz skoncentrował się na wariacjach na temat koncepcji opancerzonego, dużego SUV-a budowanego na zamówienie. Filarem oferty zostały modyfikacje Kombata w ramach linii Prombron. W 2016 roku przedstawiono z kolei model Black Alligator będący wariają na temat Mercedesa GLS, z kolei w 2020 roku zaprezentowano awangardowo stylizowanego SUV-a Black Stallion z autorskim projektem nadwozia.

### Freze Nikrob EV
W 2020 roku Leonard Jankielowicz zdecydował się kupić licencję od chińskiego Wuling Motors na uruchomienie produkcji elektrycznego minisamochodu Hongguang Mini EV, dostosowując go do unijnych przepisów i norm bezpieczeństwa. Na potrzeby tego pojazd zdecydowano się reaktywować dawną rosyjską nazwę Freze, którą w XIX wieku nosiły samochody, nazywając europejską wersję mikrosamochodu Freze Nikrob EV.
Samochód zadebiutował w kwietniu 2021 roku, zyskując drobne zmiany wizualne i wydajniejszy napęd elektryczny. Docelowo samochód ma być sprzedawany na rynkach państw bałtyckich i Europy Zachodniej, skąd będzie trafiać z fabryki stowarzyszonej litewskiej manufaktury Nikrob UAB w Wilnie.

## Modele samochodów

### Obecnie produkowane
- Freze Nikrob EV
- Dartz Kombat
- Dartz Prombron

### Projekty
- Dartz Prombron Iron Diamond (2011)
- Dartz Prombron Red Diamond (2011)
- Dartz Prombron Nagel (2012)
- Dartz Prombron Black Dragon (2012)
- Dartz Prombron Black Snake (2013)
- Dartz Prombron Black Shark (2014)
- Dartz Prombron Black Russian (2015)
- Dartz Prombron Black Alligator (2017)
- Dartz Prombron Black Stallion (2020)
- Dartz Prombron Black Alligator MMX (2022)